# Northlake (Georgia)
Northlake ist eine Unincorporated Community im nordöstlichen Großraum Atlanta, Georgia, USA, im DeKalb County. Northlake beherbergt eine große Menge an Büroflächen, Einzelhandelsoptionen und Wohnhäusern. Die Geschichte von Northlake begann mit dem Bau eines Einkaufszentrums, der Northlake Mall, im Jahr 1971. Sowohl das Gebiet als auch das Einkaufszentrum sind nach North Lake benannt, einem See innerhalb der Gemeinde. Northlake liegt nordöstlich von Atlanta, südlich der Kreuzung von I-285 und I-85.

## Wirtschaft
Das Geschäftsviertel von Northlake liegt an der Kreuzung der I-285 und der Lavista Road und besteht hauptsächlich aus Büroparks mit geringer und mittlerer Dichte.  Zu den großen Organisationen, die Raum in Northlake besetzen, gehören das Emory Orthopaedic and Spine Hospital und Krogers Hauptsitz. Northlake hat eine der niedrigsten Leerstandsquoten im Großraum Atlanta. Die Northlake Mall wurde 1971 als fünftes Einkaufszentrum im DeKalb County eröffnet und in den 1990er Jahren renoviert.

## Bildung
Das Gebiet wird von den DeKalb County Public Schools bedient. Drei private Colleges sind ebenfalls in Northlake, darunter der Campus der Mercer University in Atlanta. DeKalb County betreibt die Northlake Library.

## Persönlichkeiten
- Jon Ossoff (* 1987), US-amerikanischer Senator